# Ovidiu Vezan
Ovidiu Vezan (sinh ngày 20 tháng 3 năm 1985) là một cầu thủ bóng đá người România thi đấu cho Șirineasa ở vị trí tiền vệ tấn công.